# Missjö
Missjö är en ö i Sankt Anna socken i Söderköpings kommun i Sankt Annas mellanskärgård utanför den broförsedda Norra Finnö. Ön har en yta av 90 hektar.
Missjö hade ett kronohemman 1543. Namnet skrevs då Missöya, namnet betydelse är oklar. Senare kom Missjö by mitt på ön att bestå av två gårdar. Under 1700-talet då byns bönder friköpte sina gårdar från krono till skatte fanns här fem gårdar. Under slutet av 1800-talet bosatte sig många skutskeppare på ön. 1900 bodde 39 personer på ön. Den kom dock snabbt att avfolkas efter andra världskriget, och från 1967 saknade ön permanentboende. 1979 återflyttade dock en familj till ön och 2012 fanns sju permanentboende på ön. På södra delen av ön finns ett flertal fritidshus.